# Flugzeugkollision auf dem Detroit Metropolitan Wayne County Airport 1990
Die Flugzeugkollision der Northwest Airlines 1990 ereignete sich am 3. Dezember 1990, als bei dichtem Nebel auf dem Detroit Metropolitan Wayne County Airport bei Detroit eine startende Boeing 727-251 Adv., mit der der Northwest-Airlines-Flug 299 (Flugnummer: NW299) zum Memphis International Airport durchgeführt werden sollte, mit einer Douglas DC-9-14 zusammenstieß, mit welcher der Northwest-Airlines-Flug 1482 (Flugnummer: NW1482) zum Pittsburgh International Airport durchgeführt werden sollte und deren Besatzung mit der Maschine versehentlich im Nebel auf die Startbahn der Boeing gerollt war. Bei dem Unfall wurden acht Personen an Bord der DC-9 getötet und zehn weitere verletzt. Alle anderen beteiligten Personen überstanden den Zwischenfall unverletzt.

## Erstes Flugzeug

### Douglas DC-9-14, Flug 1482
Das erste beteiligte Flugzeug war eine 24 Jahre alte Douglas DC-9-14, die im Werk von McDonnell Douglas in Long Beach, Kalifornien endmontiert wurde und deren Roll-Out am 22. November 1966 erfolgt war. Die Maschine mit der Werksnummer 45708 war die 77. endmontierte Maschine dieses Typs. Die Auslieferung an den Erstbetreiber Delta Air Lines folgte am 30. Dezember desselben Jahres, die DC-9 ging dort mit der Flottennummer 281 sowie dem Luftfahrzeugkennzeichen N3313L in Betrieb, welches sie bis zum Schluss behielt. Am 30. August 1973 wurde die Maschine von Southern Airways übernommen, wo sie die Flottennummer 981 erhielt. Nachdem diese Fluggesellschaft mit der North Central Airlines zur Republic Airlines fusioniert war, wurde die Maschine zum 1. Juli 1979 auf die neue Eigentümerin umgeschrieben und erhielt dort die neue Flottennummer 181. Schließlich übernahm die Northwest Airlines die Republic Airlines und ließ diese in sich aufgehen. Die Maschine ging schließlich mit der neuen Flottennummer 9181 in die Flotte der Northwest Airlines über. Das zweistrahlige Schmalrumpfflugzeug war mit zwei Triebwerken vom Typ Pratt & Whitney JT8D-7B ausgestattet. Die DC-9 hatte zum Zeitpunkt des Unfalls 62.253 Flugstunden absolviert, auf die 88.255 Starts und Landungen entfielen.

### Passagiere und Besatzung
An Bord der DC-9 befand sich eine vierköpfige Besatzung, bestehend aus einem Flugkapitän, einem Ersten Offizier und zwei Flugbegleiterinnen. Flug NW1482 von Detroit nach Pittsburgh hatten an diesem Tag 40 Passagiere angetreten. Zu den Passagieren zählte auch eine Flugbegleiterin der Northwest Airlines, die sich nicht im aktiven Dienst befand und später bei der Evakuierung der Maschine assistierte.
Der 52-jährige Kapitän der DC-9, William "Bill" Lovelace, wurde am 1. August 1966 erstmals durch die Pacific Air Lines eingestellt. Er flog zunächst in der Position des Ersten Offiziers mit Maschinen des Typs Fokker F-27. Im Laufe seiner Karriere wurde er zum Kapitän, Prüfkapitän und schließlich zur Position des Senior-Prüfkapitäns befördert. Nachdem seine Fluggesellschaft am 17. April 1968 mit der West Coast Airlines und der Bonanza Air Lines zur AirWest verschmolzen war, flog der Kapitän weiter für diese Fluggesellschaft, welche im Jahr 1970 in Hughes Airwest umbenannt wurde. Am 27. Dezember 1978 wurde der Pilot als Kapitän der Douglas DC-9 lizenziert. Zum 1. Oktober 1980 wurde die Hughes Airwest durch die Republic Airlines übernommen, zu deren Belegschaft der Kapitän fortan gehörte. Im Februar 1984 musste der Pilot aufgrund von gesundheitlichen Beeinträchtigungen durch Nierensteine seine Pilotenkarriere vorerst unterbrechen. Ab dem 1. Oktober 1986 ging die Republic Airlines ihrerseits in der Northwest Airlines auf, für die der Kapitän nach einer medizinischen Zertifizierung vom 11. Oktober 1990 flog. Bis zum Zeitpunkt des Unfalls war der Flugkapitän der DC-9 insgesamt 23.000 Flugstunden geflogen, wovon er 4000 in Cockpits von Maschinen des Typs Douglas DC-9 absolviert hatte.
Der 43-jährige Erste Offizier der DC-9, James "Jim" Schifferns war bis zum 31. Oktober 1989 Pilot der United States Air Force. Während dieser Zeit war er Erster Offizier, Kapitän und Prüfkapitän an Bord der Boeing B-52 gewesen. Ferner war er Prüfkapitän an Bord von Kampfflugzeugen des Typs Northrop T-38 Talon gewesen. Er verfügte über 4685 Stunden Flugerfahrung, wovon er 185 Stunden in Cockpits von Maschinen des Typs Douglas DC-9 der Northwest Airlines geflogen hatte, bei welcher er seit dem 25. Mai 1990 angestellt war.
Die leitende Flugbegleiterin war seit dem 17. Juni 1988 bei der Northwest Airlines angestellt. Ihr war eine ältere Kollegin zugeteilt, die am 15. März 1968 durch die North Central Airlines eingestellt wurde, welche später mit der Republic Airlines fusionierte, die wiederum schließlich mit der Northwest Airlines verschmolz. Die als Passagierin in der Maschine anwesende zusätzliche Flugbegleiterin war seit dem 10. März 1990 bei der Northwest Airlines angestellt.

## Zweites Flugzeug

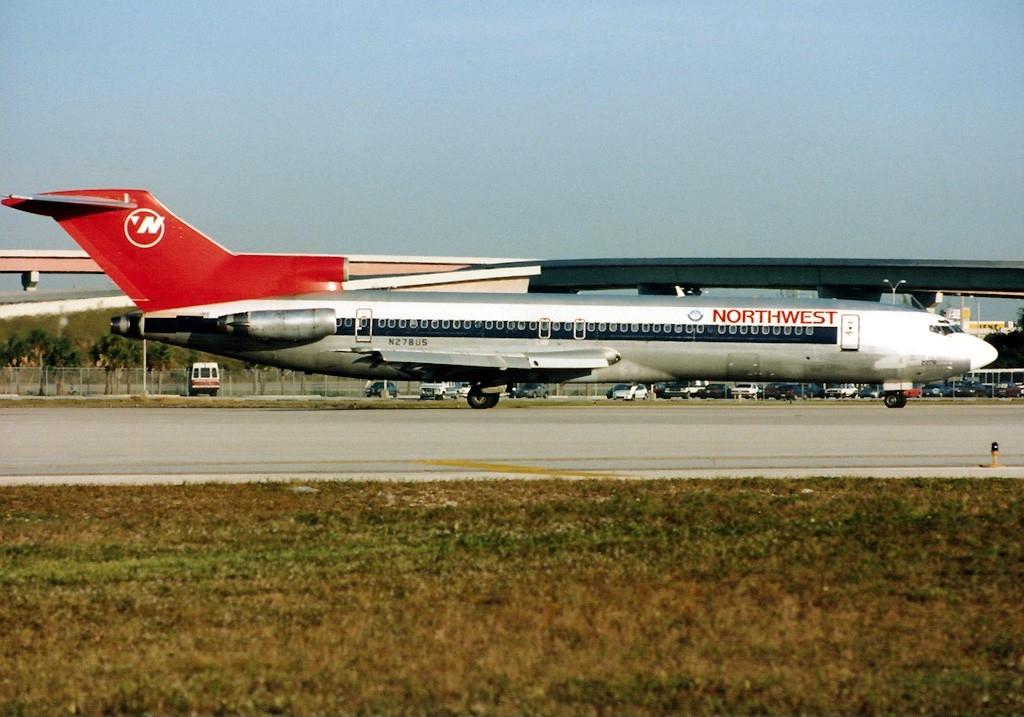
Die beteiligte Boeing 727-251 Adv. nach ihrer Reparatur im Dezember 1993

### Boeing 727-251 Adv., Flug 299
Bei der zweiten beteiligten Maschine handelte es sich um eine Boeing 727-251 Adv., die zum Zeitpunkt des Unfalls 15 Jahre und einen Monat alt war. Die Maschine wurde im Werk von Boeing auf dem Boeing Field im Bundesstaat Washington endmontiert und absolvierte am 7. November 1975 ihren Erstflug, ehe sie elf Tage später neu an die Northwest Airlines ausgeliefert wurde. Das Flugzeug trug die Werksnummer 21157, es handelte sich um die 1173. Boeing 727 aus laufender Produktion. Die Maschine wurde mit dem Luftfahrzeugkennzeichen N278US zugelassen und trug die Flottennummer 2278. Das dreistrahlige Schmalrumpfflugzeug war mit drei Triebwerken des Typs Pratt & Whitney JT8D-15A ausgestattet. Bis zum Zeitpunkt des Unfalls hatte die Maschine eine Gesamtbetriebsleistung von 37.310 Betriebsstunden absolviert, auf die 27.933 Starts und Landungen entfielen.

### Passagiere und Besatzung
An Bord der Boeing 727 befand sich eine achtköpfige Besatzung, bestehend aus einem Flugkapitän, einem Ersten Offizier, einem Zweiten Offizier (Flugingenieur) und fünf Flugbegleiterinnen. Flug NW299 von Detroit nach Memphis hatten an diesem Tag 146 Passagiere angetreten.
Der 42-jährige Flugkapitän der Boeing 727, Robert "Bob" Ouellette flog seit dem 9. Mai 1983 für Northwest Airlines. Er verfügte über 10.400 Stunden Flugerfahrung, wovon er 5400 im Cockpit der Boeing 727 absolviert hatte.
Der 37-jährige Erste Offizier William "Bill" Hagedorn war seit September 1985 bei Northwest Airlines angestellt. Seine kumulierte Flugerfahrung belief sich auf 5400 Stunden, davon hatte er 2350 im Cockpit der Boeing 727 absolviert.
Der 31-jährige Zweite Offizier (Flugingenieur) Darren Owen arbeitete seit Juli 1989 für Northwest Airlines. Von seinen 3300 Stunden Flugerfahrung hatte er 900 im Cockpit der Boeing 727 gesammelt.

## Unfallhergang

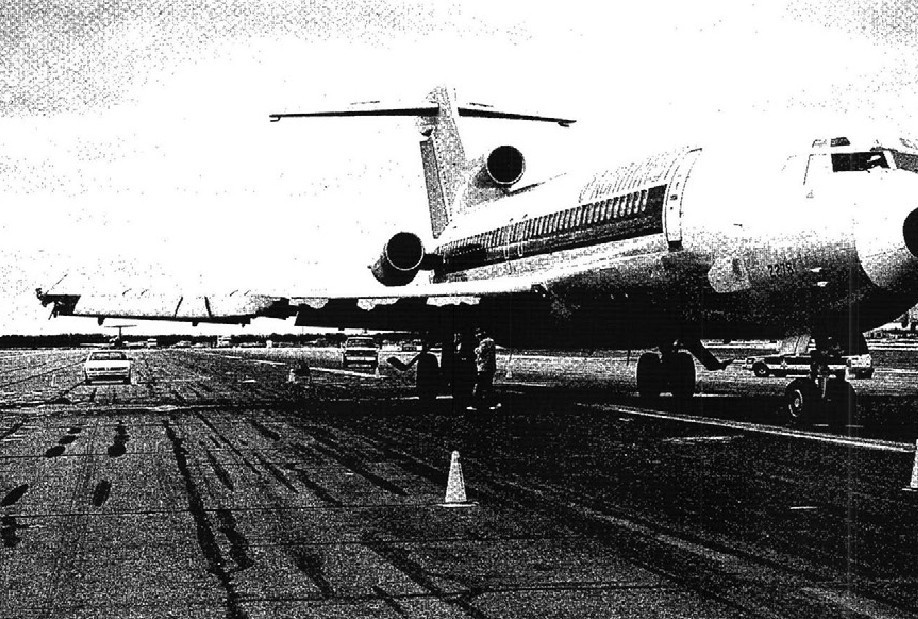
Die schwer beschädigte Boeing 727

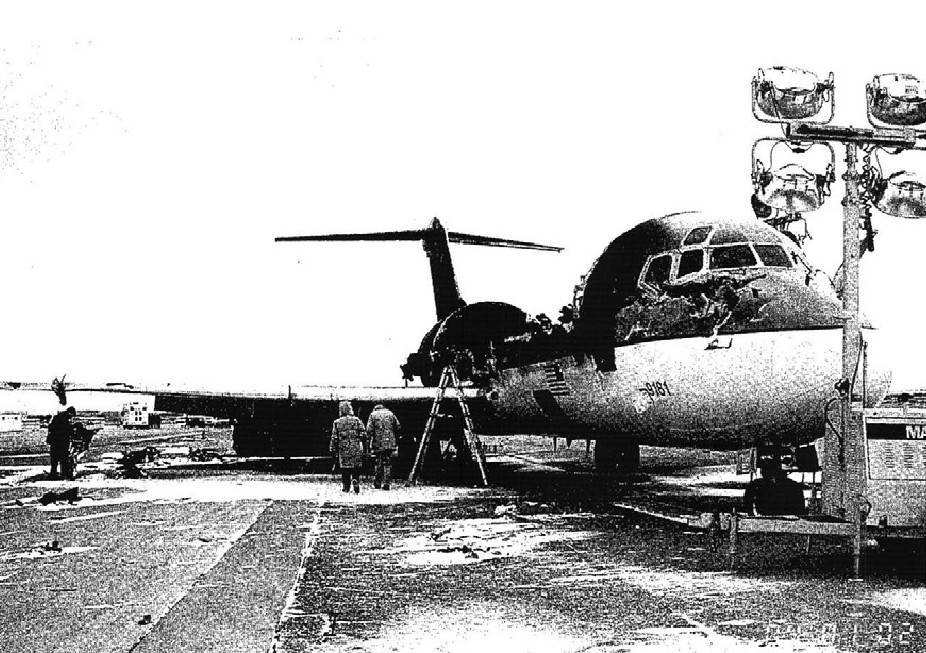
Die zerstörte Douglas DC-9

Am 3. Dezember 1990 herrschte in der Umgebung des Flughafens Detroit dichter Nebel. Die Besatzung der DC-9 hatte die Freigabe erhalten, zur Startbahn 03C zu rollen, verpasste jedoch die Abzweigung zur Rollbahn Oscar 6 und geriet stattdessen auf die äußere Rollbahn. Um ihren Fehler zu korrigieren, hätten die Piloten nach rechts auf die Rollbahn X-Ray rollen müssen, stattdessen gerieten sie um 13:45 Uhr auf die dahinterliegende Startbahn 03C. Als sie den Fehler erkannten, stoppten sie die Maschine am linken Rand in ihrer Rollrichtung und kontaktierten die Flugsicherung, welche ihnen die Anweisung erteilte, die Startbahn sofort zu verlassen. Fünf Sekunden später kam ihnen die startende Boeing 727 entgegen. Die rechte Tragfläche der Boeing schlitzte die DC-9 knapp unterhalb der Kabinenfenster längs vom Cockpit bis zum Kabinenende auf und scherte deren rechtes Triebwerk ab.

## Nach dem Zusammenstoß
Die Piloten der Boeing 727 konnten ihre Maschine auf der verbliebenen Startbahnlänge stoppen, alle ihre Insassen blieben unverletzt. Das im Heck austretende Kerosin der DC-9 geriet in Brand und es wurde eine sofortige Evakuierung eingeleitet. Kapitän Lovelace verließ seine Maschine durch das linke Schiebefenster im Cockpit. Von den übrigen 35 Überlebenden verließen 18 Personen die Maschine über den Notausgang oberhalb der linken Tragfläche, 13 über die vordere linke Kabinentür und vier sprangen durch die rechte vordere Türöffnung ins Freie.

## Opfer
Alle Passagiere, die auf den Fensterplätzen der rechten Seite gesessen hatten, waren entweder tot oder schwer verletzt. Die Flugbegleiterin, die auf dem hinteren Jumpseat gesessen hatte, sowie ein Passagier im Heck starben durch die Inhalation von Brandgasen im Heckteil der Maschine.
Von den überlebenden Passagieren wurden zehn Personen schwer verletzt, während 23 keine oder nur leichte Verletzungen erlitten. Auch die drei überlebenden Besatzungsmitglieder blieben leicht- oder unverletzt.

## Unfalluntersuchung
Bei der Unfalluntersuchung wurde ein schlechtes Crew Resource Management im Cockpit der DC-9 festgestellt. Die Zusammensetzung der Cockpitbesatzung war unvorteilhaft, da beide Piloten wenig Ahnung vom Aufbau des Flughafens Detroit hatten. Der Kapitän hatte nach einer sechsjährigen gesundheitlich bedingten Unterbrechung erst seit wenigen Wochen wieder als Pilot gearbeitet, der Erste Offizier flog erst seit einem halben Jahr für Northwest Airlines. Beim Abhören der Aufnahmen des Cockpit Voice Recorders kamen die Ermittler zu dem Schluss, dass sich der Kapitän darauf verlassen hatte, dass ihn der Erste Offizier zur Startbahn navigiert, da er irrtümlich davon ausging, dieser sei mit dem Flughafen in besonderer Weise vertraut. Die Rollen der Piloten im Cockpit waren unter diesen Umständen vertauscht, da der Kapitän als Lernender auftrat. Als die Piloten bemerkten, dass sie sich auf einer in Betrieb befindlichen Start- und Landebahn befanden, stoppten sie die Maschine am linken Pistenrand und informierten die Rollkontrolle im Tower.
Als sie von der auf der Startbahn befindlichen DC-9 erfuhr, stoppte die Rollkontrolle alle auf dem Flughafen rollenden Maschinen. Die Besatzung der Boeing 727 hatte zu diesem Zeitpunkt jedoch bereits die Funkfrequenz gewechselt, sodass sie diese Anweisung nicht mehr erreichte.
Der diensthabende Towerlotse sagte aus, er habe die Besatzung der Boeing 727 nicht gewarnt, da er geglaubt habe, dass die Maschine bereits abgehoben hätte, als die Douglas DC-9 auf deren Startbahn rollte. Er hatte dieser bereits eine Minute zuvor die Startfreigabe erteilt. Es stellte sich heraus, dass die Piloten der Boeing den Start verzögerten, da sie erst nach der Startfreigabe die Checkliste für den Start durchgingen. In der Zwischenzeit war der Nebel über der Startbahn dichter geworden und die Sichtverhältnisse hatten sich damit derart verschlechtert, dass die vorgeschriebene Viertelmeile an Sichtweite nicht mehr gegeben war. Die Besatzung der Boeing 727 hatte dessen ungeachtet dennoch den Start eingeleitet.
Es wurde ferner festgestellt, dass die Beschilderungen und Markierungen auf dem Flughafen Detroit mangelhaft und irreführend waren. Es fehlten Warnlichter, die Bodenmarkierungen waren teils ausgeblichen und schwer erkennbar. Die Schilder, die auf die Abzweigung zur Rollbahn Oscar 4 hinwiesen, waren so platziert, dass sie bei Sichteinschränkung durch Nebel erst zu sehen waren, nachdem die Maschine bereits an dieser Ausfahrt vorbeigerollt war.

## Verbleib der Maschinen
Die DC-9 musste als Totalverlust abgeschrieben werden. Sie wurde zum Air Force Plant 31, Willow Run, in Ypsilanti (Michigan) gebracht und dort im April 1995 verschrottet. Die schwer beschädigte rechte Tragfläche der Boeing 727 wurde wieder repariert und die Maschine verblieb bis 1995 in der Flotte der Northwest Airlines. Anschließend wurde die Maschine zum Frachtflugzeug umgebaut und am 7. November 1995 durch die Kitty Hawk Aircargo übernommen, die sie bis zu ihrer Verschrottung im Jahr 2011 im Betrieb hatte. Die Maschine absolvierte am 4. November 2011 ihren letzten Flug und wurde am 9. Dezember 2011 aus dem Zulassungsregister gelöscht.

## Medien
Die kanadische Dokumentationsserie Mayday – Alarm im Cockpit behandelt diesen Unfall in der zweiten Folge der zwanzigsten Staffel unter dem Titel „Entsetzliche Kollision“.